# Odie
Odie là một con chó hư cấu xuất hiện trong truyện tranh Garfield của Jim Davis. Anh ấy cũng đã xuất hiện trong loạt phim truyền hình hoạt hình Garfield and Friends và The Garfield Show, hai phim điện ảnh live-action lẫn CGI và ba phim hoàn toàn từ CGI.

## Xuất hiện
Odie là một con chó lông vàng, tai nâu, đuôi đen. Trong các bộ phim hoạt hình/người đóng trên loạt phim Garfield, anh ta được miêu tả là một sự kết hợp giữa dachshund/chó sục lông xù. 
Chú có một cái lưỡi to và vẻ ngoài lười biếng. Sau tháng 10 năm 1997, chú bắt đầu đi bộ thường xuyên bằng hai chân, thay vì bốn chân, như Garfield. Trong bộ phim điện ảnh chuyển thể Garfield: The Movie, khả năng đi lại của Odie, và quan trọng hơn là nhảy bằng hai chân, khiến nó nhận được rất nhiều sự chú ý và là một điểm cốt truyện chính trong suốt bộ phim. Chú được Garfield coi là một "kẻ lười biếng" trong một số đoạn phim trước đó, và sau đó Garfield cảm thấy thông cảm hơn về Odie.

## Lịch sử
Cái tên này xuất phát từ một quảng cáo đại lý xe hơi được viết bởi Jim Davis, trong đó có sự góp mặt của Odie the Village Idiot. Davis thích cái tên Odie và quyết định sử dụng lại nó.   Khi Garfield lần đầu tiên được gửi, Davis đã gọi Odie là "Spot". Sau đó, ông đến thăm họa sĩ truyện tranh Mort Walker để cho anh ấy xem một phần Garfield, và Walker nói với Davis "Tôi có một con chó tên là Spot". Khi Davis hỏi "Thật sao?", Walker trả lời "Vâng, trong Boner's Ark, một trong những truyện tranh của tôi". Davis đổi tên Spot thành Odie.
Odie lần đầu tiên xuất hiện trong truyện vào ngày 8 tháng 8 năm 1978; ngày được coi là sinh nhật của chú. Ban đầu chú là thú cưng của bạn cùng phòng của Jon Arbuckle, Lyman, nhưng Lyman đã biến mất khỏi loạt phim sau khoảng năm năm mà không có lời giải thích, sau đó quyền sở hữu Odie được chuyển giao cho Jon thay thế. Tuy nhiên, có bốn phần từ The Garfield Show giải thích những gì đã xảy ra với Lyman và cách họ tìm thấy anh ta. 
Giống như Garfield, Odie từng được vẽ đứng bằng bốn chân nhưng bây giờ chủ yếu đứng trên hai chân. Odie đã từng xuất hiện để nói chuyện trong một truyện tranh nào đó, nhưng đó chỉ là giấc mơ của Garfield.